# Lindbacka

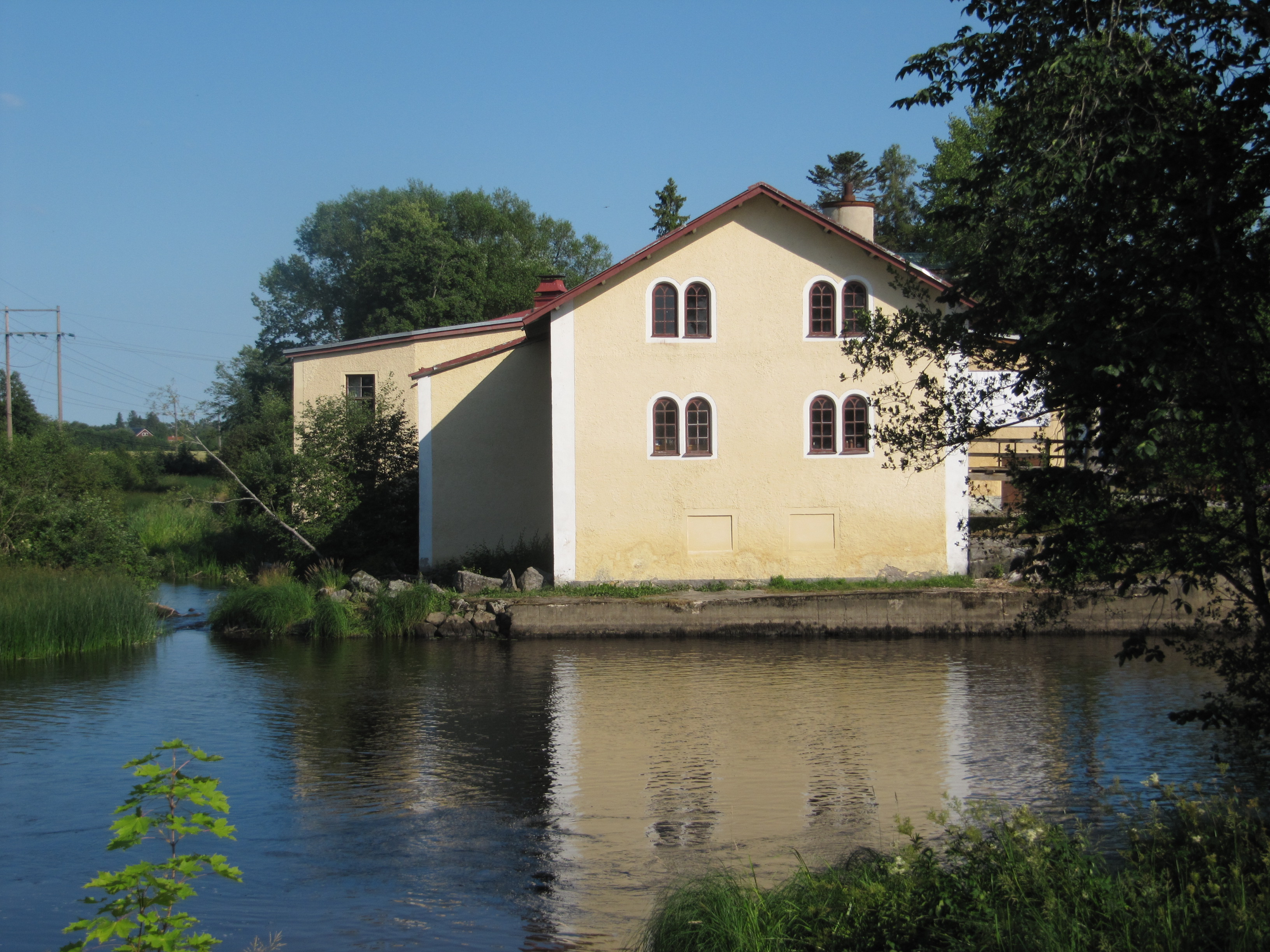
Gamla fabriken i Lindbacka. Svartån i förgrunden.

Lindbacka är en by belägen inom Örebro kommun. Den ligger fem kilometer väster om Örebros stadskärna. Byn är belägen vid Svartån. Före 1937 tillhörde byn Längbro landskommun. I Lindbacka fanns en hållplats vid Örebro-Svartå Järnväg som lades ner 1985.

## Före Lindbacka
På den plats där Lindbacka ligger idag och norr därom, finns på 1718 års karta över Karlslund 1-2 en äng som beskrives enligt följande: Denna Eng kallas Rånningen och lyder under Wästra Ladugården. Västra Ladugården motsvaras av dagens Karlslunds herrgård.

## Lindbacka bruk
1781 startade ett pappersbruk vid vattenkvarnarna i Svartån. 
När sjön Tysslingen sänktes år 1860, grävdes en kanal som mynnade ut i Svartån vid Lindbacka. Detta gjorde att en ny kvarn kunde sättas i drift. Denna var i bruk till 1930. I början drevs kvarnen av fyra vattenhjul vilka vid sekelskiftet 1900 ersattes av fyra turbiner. 
Pappersbruket avvecklades 1908 och verksamheten ersattes med ett utbyggt garveri 1911 (Gamla fabriken) som drevs av elektricitet från turbinerna. Garveriet som drevs av Carl Gillberg levererade skinn och sulläder till skofabriker i närområdet. I samband med att garveriet startades installerades turbindrivna generatorer som försåg både garveriet och omgivning med elektricitet. 
1923 uppfördes en ny byggnad (Nya fabriken) öster om det gamla pappersbruket. I slutet av 1930-talet eldhärjades Gamla fabriken. Ekonomin försämrades och garveriet gick strax därefter i konkurs. 
1938 startade AB Lindbacka Gummifabrik sin verksamhet i fabrikslokalerna. Verksamheten sysselsatte 18 personer år 1950. Företaget övertogs av ett konsortium bestående av Skofabriks AB Oscaria, grossistföretaget Carlsson & Åqvist samt C A Jonssons skofabrik AB i Kumla. 
Hela gummiplattor, stansade sulor och klackar tillverkades. Under varunamnet LIBA tillverkas cellgummi och massivgummi. 
1969 förvärvades fabriken av skokoncernen Bata och 1971 lades tillverkningen i Lindbacka ner. Ett nytt självständigt bolag bildades som 1981 övertogs av Bertil Ingesson och Ronny Björnberg. Företagsnamnet ändrades åter till AB Lindbacka gummifabrik. Efter en konkurs 2001 och en kortare återupptagande av tillverkningen lades tillverknigen ner för gott 2004.
I januari 2008 förvärvades Lindbacka av Robert Davidsson, Torbjörn Ollas och Fredrik Westin genom företaget Lindbacka bruk AB. Företagets ambition är att utveckla området i den stadsnära och kulturhistoriskt intressanta miljön till företagsby.

## Frågan om föroreningar i Svartån
Vissa uppgifter har förekommit om förhöjda kromhalter i Svartån vid Lindbacka. Flertal miljöundersökningar har dock vidtagits vid Lindbacka och provtagning har skett i så väl mark som i Svartåns sediment. 
I slutrapporten gällande undersökning enligt MIFO fas 2 av Svartån i Lindbacka, Örebro kommun, 2002-06-05 (Dnr 5771-06253-2002) bedöms området som riskklass 4, dvs. lägsta riskklassen.
Den 24 november 2007 genomförde Allren AB Miljöteknik, på uppdrag Lindbacka bruk AB, ytterligare en miljöundersökning. Undersökningen innefattade sju prover i marken nära ån samt tre provpunkter i sedimenten i Svartån nedströms dammen.  Analyserade prover för det aktuella området i Svartån visade att metaller ligger klart under Naturvårdsverkets generella riktvärden. Inga oljeföroreningar kunde påvisas från någon av de totalt tio provpunkterna. 